# 瓦斯洛讷
瓦斯洛讷（法語：Wasselonne，法語發音：[vaslɔn]），又译瓦瑟洛讷，是法国大東部大區阿尔萨斯欧洲集体下莱茵省的一个市镇，位于该省西部，属于莫尔塞姆区。

## 地理
瓦斯洛讷（48°38'14"N, 7°26'53"E）面积15 平方千米，位于法国大東部大區下莱茵省，该省份为法国大陆部分最东部的省份，是阿尔萨斯的一部分，今与上莱茵省组成了阿尔萨斯欧洲集体，其南至上莱茵省，西南接孚日省和默尔特-摩泽尔省，西接摩泽尔省，北与德国接壤。
与瓦斯洛讷接壤的市镇（或旧市镇、城区）包括：科斯维莱尔、克拉斯塔、奥恩格夫特、马尔勒奈姆、诺尔代姆、罗芒斯维莱、旺让、韦斯托芬。
瓦斯洛讷的时区为UTC+01:00、UTC+02:00（夏令时）。

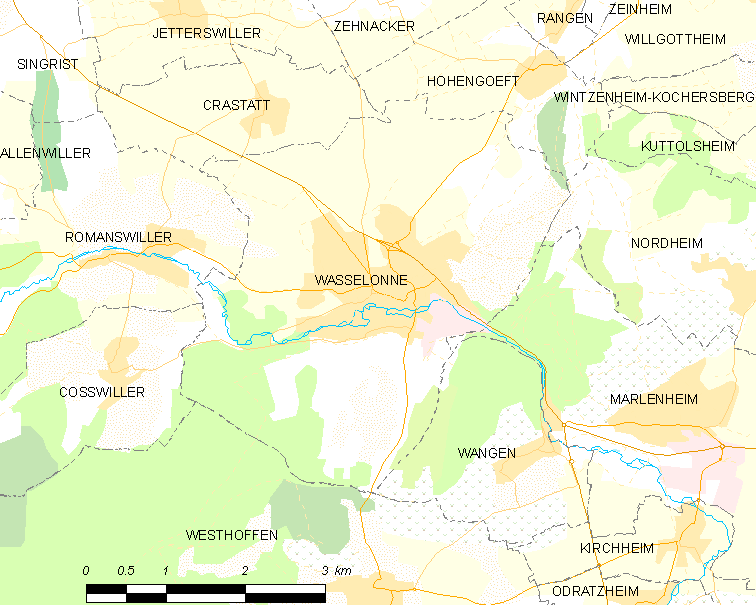
瓦斯洛讷的OSM定位图

## 行政
瓦斯洛讷的邮政编码为67310，INSEE市镇编码为67520。

## 政治
瓦斯洛讷所属的省级选区为萨韦尔讷县。

## 人口

1962-2008年间瓦斯洛讷人口变化图示

瓦斯洛讷于2022年1月1日时的人口数量为5777人。